# Scriptania
Scriptania is een geslacht van vlinders van de familie Uilen (Noctuidae), uit de onderfamilie Hadeninae.

## Soorten
- S. albofusca Köhler, 1947
- S. cana Köhler, 1979
- S. demerodes Dyar, 1919
- S. graphica Köhler, 1947
- S. lucens Köhler, 1979
- S. michaelseni (Staudinger, 1899)
- S. mus Köhler, 1947
- S. nordenskjoldi (Staudinger, 1899)
- S. petrowskyi Köhler, 1961
- S. syzygia Hampson, 1905